# Deutz F1L 514/51
Der Deutz F1L 514/51 (ab 1956 Deutz F1L 514/1) ist ein Schlepper, den Klöckner-Humboldt-Deutz von 1951 bis 1956 herstellte. In der Typenbezeichnung werden die wesentlichen Motorkenndaten angegeben: Fahrzeugmotor mit 1-Zylinder und Lüftkühlung der Baureihe 5 mit einem Kolbenhub von 14 cm. Hinter dem Schrägstrich steht die eigentliche Modellnummer.
Der Schlepper wurde aus dem F1L 514/50 entwickelt. Genau wie sein Vorgänger hat er einen luftgekühlten Einzylinder-Dieselmotor, der 15 PS (11 kW) leistet. Er ist mit einem besser abgestuften 5-Gang-Getriebe mit Differenzialsperre ausgestattet und erreicht eine Höchstgeschwindigkeit, je nach Getriebeversion, von 23 km/h bzw. 20 km/h. Neu waren der vergrößerte Radstand und auch optional hydraulische Kraftheber der Firmen Bosch und ATE. Standardmäßig hat der Schlepper eine Riemenscheibe, einen elektrischen Anlasser sowie eine Zapfwelle. Auf Wunsch war weiteres Zubehör, wie etwa ein Mähwerk oder ein Vorschaltgetriebe mit Kriechgang, ab Werk lieferbar. Zudem konnte der Schlepper in einer Plantagenversion mit einer Außenbreite von 1200 mm bestellt werden. Insgesamt wurden 28.848 Schlepper vom Typ F1L 514/51 gebaut.